# Jean Gaudin (Glasmaler)
Jean Gaudin (* 10. November 1879 in Clermont-Ferrand; † 16. November 1954 in Paris), auch Ernest Jean Gaudin, war ein französischer Glasmaler und Mosaikkünstler.

## Leben
Jean Gaudin ist der Sohn des Glasmalers Félix Gaudin (1851–1930), dessen Pariser Atelier er im Jahr 1909 übernahm. Sein Sohn Pierre Gaudin (1903–1973) folgte der Familientradition und wurde ebenfalls Glasmaler.

## Werk (Auswahl)
- Kirche Saint-Louis in Rouvroy (Fenster)
- Kirche Saint-Julien in Domfront im Département Orne (Dekoration)
- Grabkapelle der la Familie Berny auf dem Friedhof von Guiscard im Département Oise (Mosaik und Fenster)
- Kirche in Limé im Département Aisne (Mosaik)
- Kirche Saint Vaast in Moreuil (Mosaik)
- Kirche Saint-Jean-Bosco in Paris (Fenster)
- Kirche Notre Dame des Alpes in Saint-Gervais-les-Bains (Dekoration)
- Krypta der Basilika Sainte-Thérèse in Lisieux
- Dreifaltigkeitskirche in Lauterbourg (Fenster)
- Kirche Saint-Laurent in Paris (Fenster)